# Buslijn 192 (Hoofddorp-Schiphol)

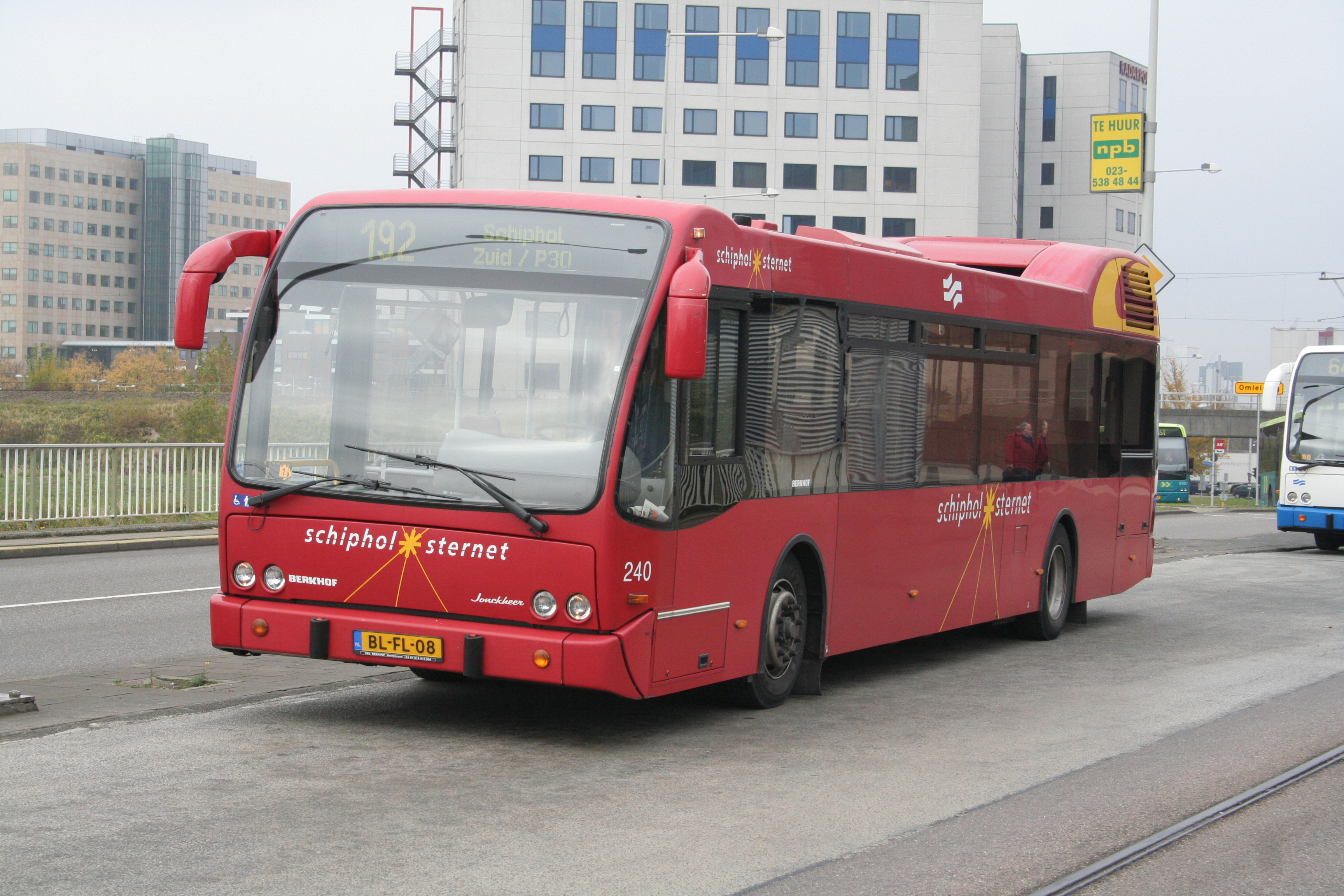
Een bus van lijn 192, hier nog op de oude terminus station Sloterdijk

Buslijn 192 was een buslijn geëxploiteerd door Connexxion (tot 11 december 2011 echter door het GVB). De lijn maakte deel uit van het Schipholnet. De lijn verbond Hoofddorp met Badhoevedorp en de luchthaven Schiphol. 

## Geschiedenis

### Lijn 192 I
Tot 13 december 2015 bestond er een lijn 192 die deel uit maakte van het Schiphol Sternet. De lijn verbond de Amsterdamse wijk Osdorp met Sloten, Badhoevedorp en de luchthaven Schiphol en eindigde op het parkeerterrein op Schiphol Zuid. De lijn vond zijn oorsprong in GVB buslijn 19, waarvan in 1980  een aantal ritten werd doorgetrokken vanuit Sloten naar Badhoevdorp.  

#### Lijn 68 I
In de zomer van 1981 werden deze ritten doorgetrokken naar Schiphol-Centrum. In oktober 1981 vervielen deze ritten, maar werd buslijn 68 ingesteld, die het oude station Amsterdam Sloterdijk-Zuid (Molenwerf) verbond met Slotermeer, Geuzenveld, Osdorp, Badhoevedorp en Schiphol Centrum. Lijn 68 was een samenwerking met de toenmalige streekvervoerder Centraal Nederland maar werd in tegenstelling tot de Amstelveenlijnen 65/66 en 67 volledig door het GVB gereden vanuit de hoofdgarage West.
In 1983 werd de lijn verlengd naar het nieuwe station Sloterdijk. In 1989 kreeg de lijn een gewijzigde route en ging vanaf Geuzenveld rechtstreeks naar station Sloterdijk rijden.  In 1994 werd CN opgeheven en verdeeld tussen NZH en Midnet; lijn 68 was op papier voortaan een NZH-lijn, maar de exploitatie bleef bij GVB. Het karakter van de lijn veranderde door vanaf Osdorp via Slotervaart en Buitenveldert, naar Amstelveen Plein 1960 te rijden; dit ter vervanging van de ingekorte lijn 64, eveneens een streeklijn die door GVB werd gereden. In 1997 herkreeg de lijn weer zijn oude route via Geuzenveld naar Station Sloterdijk.

### Lijn 192 II

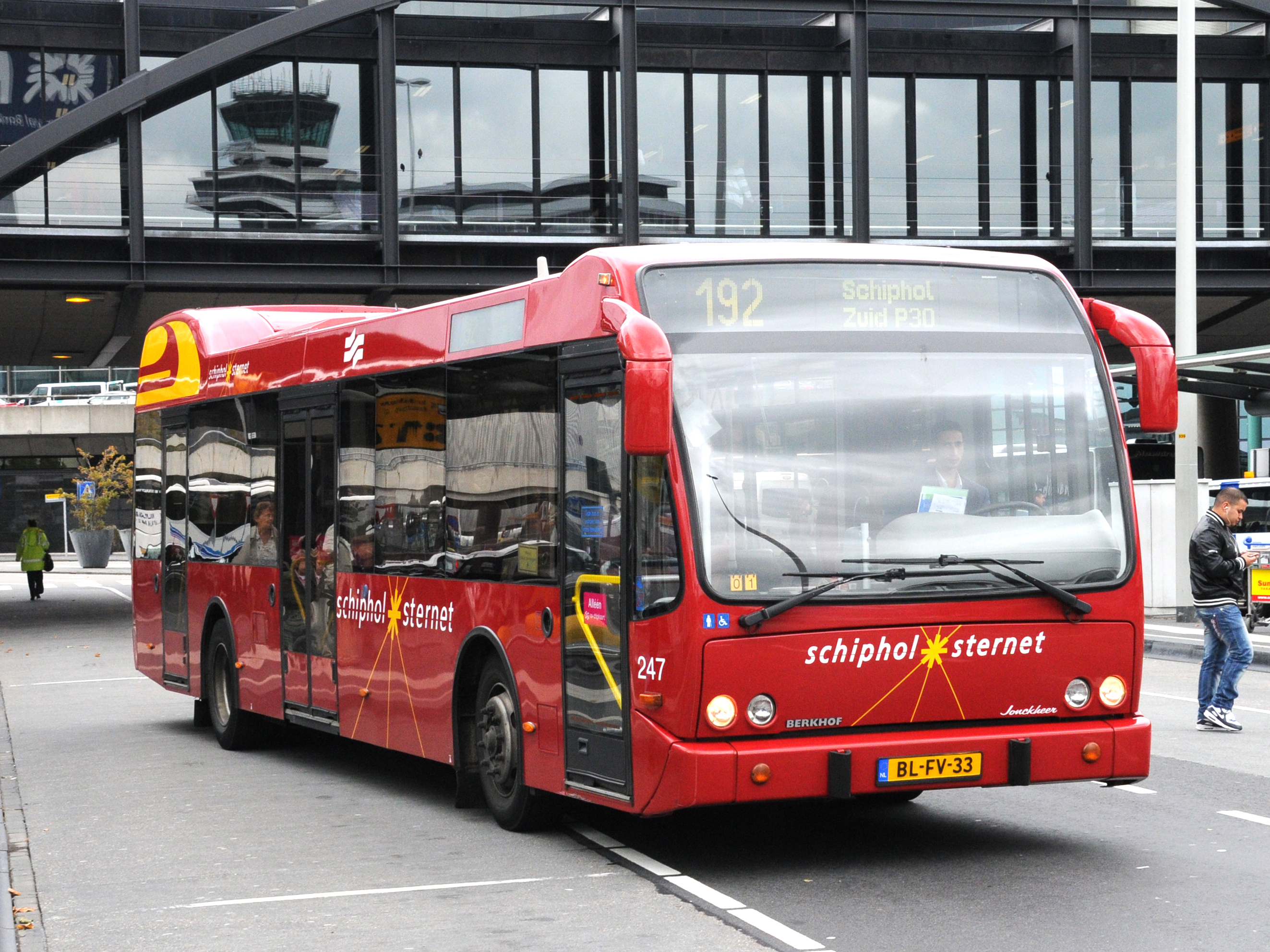
GVB Sternetbus 247 op lijn 192 op Schiphol in 2010

In 1999 fuseerden NZH en Midnet met de omringende streekvervoerders tot Connexxion. In maart 2000 werd lijn 68 vernummerd in lijn 192 en opgenomen in het Schiphol Sternet, een samenwerkingsverband tussen GVB en Connexxion; lijn 192 werd verlengd naar Schiphol Zuid en bleef met GVB-bussen rijden. In 2002 werd de lijn nog verlegd via de wijk de Eendracht. In 2006 kreeg lijn 192 nachtritten onder het lijnnummer 392.
In december 2011 trok het GVB zich terug uit het Sternet; lijn 192 werd aan Connexxion overgedragen en ingekort tot het Osdorpplein. De nachtritten van lijn 392 kwamen te vervallen maar GVB nachtlijn 369 bood een alternatief. De vervangende GVB buslijn 61 tussen Osdorp en Sloterdijk werd pas in 2012 ingesteld waardoor er drie weken geen vervanging reed. 
Op 13 december 2015 werd de lijn opgeheven. Compensatie wordt geboden door verlegging, uitbreiding en frequentie verhoging van de lijnen 69, 145 en 194.  

#### Lijn 194
Sinds de dienstregeling 2014 reed lijn 192 ook in het spitsuur elk halfuur in plaats van elk kwartier. Ter compensatie werd een nieuwe spitslijn 194 ingesteld tussen Schiphol, Badhoevedorp, het bedrijventerrein in Lijnden en de Aker waar aan het eindpunt Matterhorn aansluiting bestaat op tram 1 en bus 63.
Op 14 december 2015 werd deze lijn omgezet in een volwaardige (dag) lijn ter compensatie van de opgeheven lijnen 192 en 195. Sinds 11 december 2017 rijdt de lijn niet meer via het dorp in Badhoevedorp en rijdt ook in de avonduren en het weekeinde. Sinds 3 januari 2021 wordt weer niet in de avonduren en het weekeinde gereden. Wel wordt de nieuwe Badhoevese wijk Quatrebras Park aan de rand van Lijnden bediend.

#### Lijn 68 II
In december 2002 werd ter versterking van lijn 19 en lijn 192 een nieuwe lijn 68 ingesteld die reed van station Sloterdijk via lijn 19 en lijn 192 naar Osdorp, maar reed vanaf de Baden Powellweg naar de Aker. De lijn reed niet in de stille uren. Sinds december 2004 reed de lijn rechtstreeks van Slotermeer naar Osdorp via de President Allendelaan en gaf zo een rechtstreekse verbinding met het Sloterparkbad. In het weekeinde werd echter in de hoogzomer niet gereden.
Ingaande de zomerdienst 2006 werd in het kader van de herstructurering van het lijnennet deze lijn 68 opgeheven.

#### Lijn 68 III

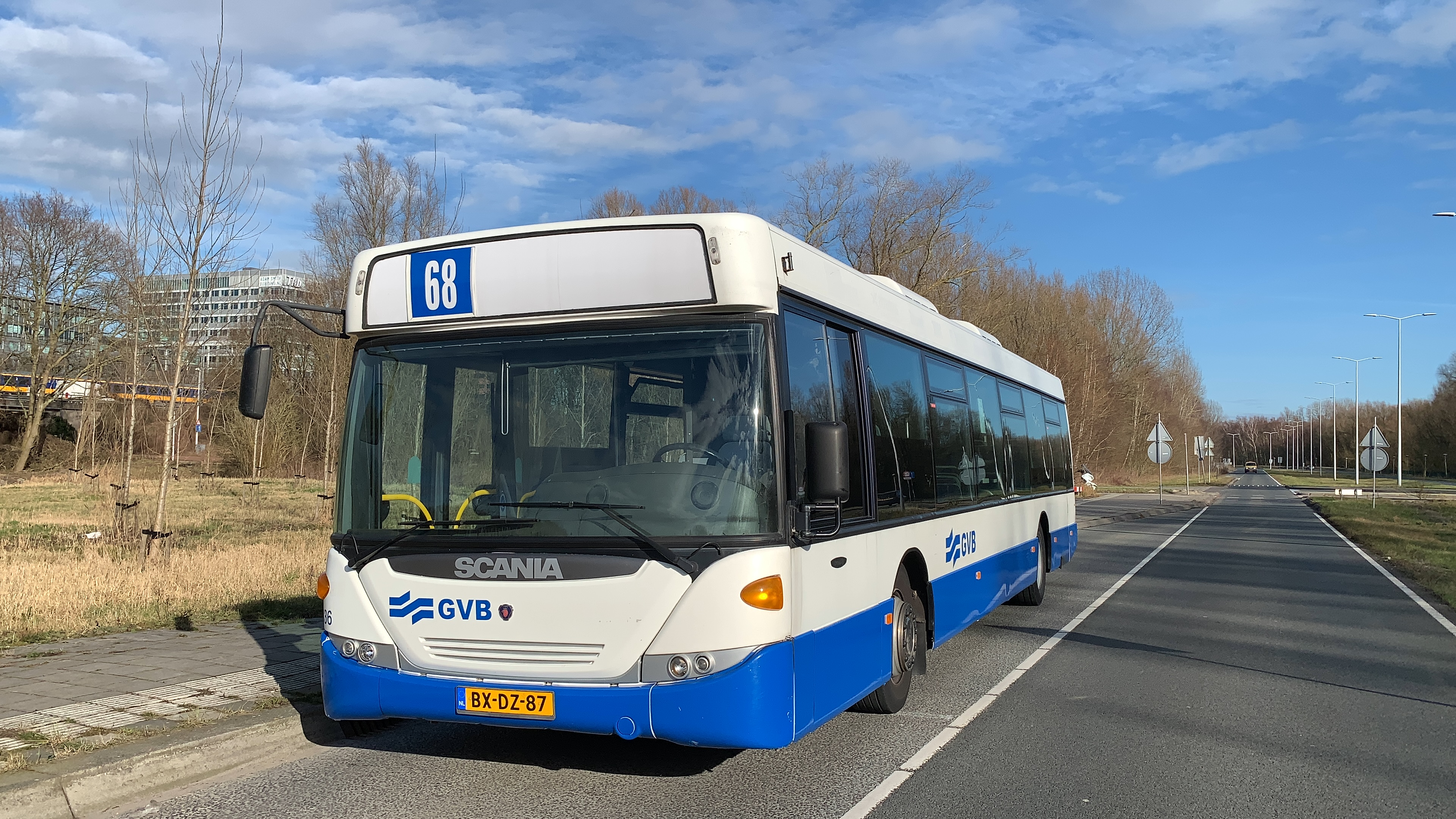
Buslijn 68 op de Henk Sneevlietweg; 2021.

Op 2 januari 2018 werd het door touringcarbedrijf Jan de Wit gereden personeelsvervoer tussen metrostation Henk Sneevlietweg en de IBM overgenomen door het GVB als lijn 68. De lijn is nu voor iedereen toegankelijk tegen de normale tarieven tussen het metrostation en het John M. Keynesplein. Er wordt van maandag tot en met vrijdag overdag tot 20:00 uur gereden. De lijn wordt in opdracht van het GVB door Jan de Wit gereden.

#### Lijn 267
Op 14 mei 2018 werd spitslijn 267 ingesteld tussen de Anderlechtlaan in aansluiting op de lijnen 69 en 397 en het John M. Keynesplein en bediend dit gebied voor de reizigers uit de richting Schiphol. In tegenstelling tot lijn 68 rijdt het GVB deze lijn zelf.

### Lijn 192 III
Op 25 augustus 2019 werd lijn 145 (Hoofddorp - Badhoevedorp) vernummerd in lijn 192 en opgenomen in het Schipholnet en vanaf Badhoevedorp verlengd naar Knooppunt Schiphol-Noord. Sinds de dienstregeling 2024 wordt niet meer op zaterdag gereden. Per 4 mei 2025 werd deze lijn opgeheven; voor scholieren van Badhoevedorp naar het Kaj Munk College in Hoofddorp ging 's ochtends lijn 645 rijden.
Huidig: 15 · 18 · 21 · 22 · 34 · 35 · 36 · 37 · 38 · 40 · 41 · 43 · 44 · 47 · 48 · 49 · 61 · 62 · 63 · 65 · 66 · 68 · 231 · 233 · 245 · 246 · 247 · 267 · 360 · 369 · 461 · 463 · 464
Voormalig: A · B · C · D · E · F · G · H · K · L · M · P · R · S · 5 · 6 · 8 · 11 · 12 · 13S · 14 · 17 · 19 · 20 · 23 · 26 · 28 · 29 · 30 · 31 · 32 · 33 · 39 · 42 · 44P · 45 · 46 · 50/51 · 53 · 54 · 55 · 56 · 57 · 58 · 59 · 60 · 60S · 64 · 67 · 69 · 70 · 95/195 · 148 · 149 · 165/166 · 192 · 199 · 222 · 230 · 232 ·  240 · 248 · 249 · 265 · 269 · 315 · 326 · 465 · 580 · 581 · 582 · 583

Zie ook: Amsterdams busnet · Geschiedenis busnet · Amsterdams nachtbusnet · Portaal openbaar vervoer